# اچ‌ام‌اس وسکس (دی۴۳)

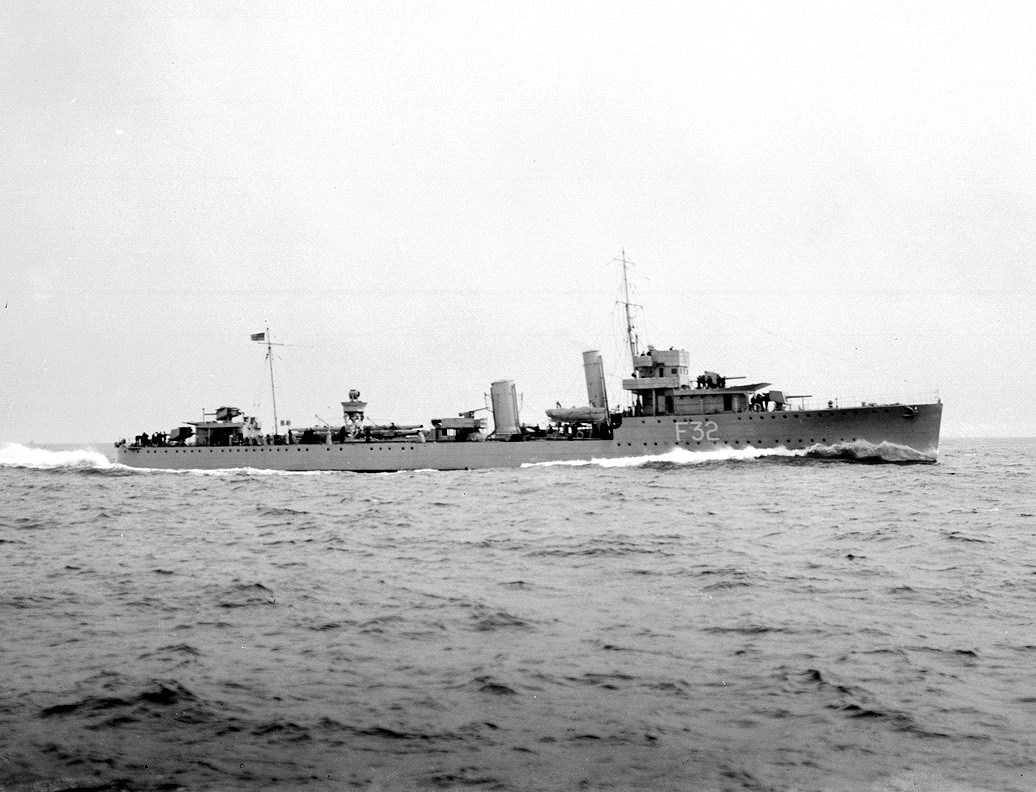
تصویری از این کشتی در دریا

اچ‌ام‌اس وسکس (دی۴۳) (به انگلیسی: HMS Wessex (D43)) یک کشتی بود که طول آن ۳۰۰ فوت (۹۱ متر) بود. این کشتی در سال ۱۹۱۸ ساخته شد.